# زباستیان اشواگر
زباستیان اشواگر (انگلیسی: Sebastian Schwager؛ زادهٔ ۴ ژانویهٔ ۱۹۸۴) دوچرخه‌سوار اهل آلمان است.